# Мухаммад Шафи Аббаси

Мухаммад Шафи Аббаси. Птица на ветке и бабочки. сер.17в. Кливленд, Музей искусств.

Мухаммад Шафи Аббаси ( работал в Исфахане в 1624 – 1674 годах) – персидский художник.
Мухаммад Шафи был сыном прославленного художника Ризы йи-Аббаси. Ему приписывается завершение некоторых неоконченных работ отца, оставленных им после смерти в 1635 году. В обширном  художественном наследии отца Мухаммада Шафи привлекли в первую очередь произведения, которые принято относить к старинному китайскому жанру «цветы-птицы». Это изображения птиц на ветках, бабочек, и цветов, то есть созданий природы, вызывающих у людей самые приятные чувства. Изображения птиц, сидящих на цветущих ветках известны в персидской живописи, по меньшей мере, с XV века, однако лишь в XVII веке жанр «Цветы-птицы» становится особым жанром. Он остается одним из самых излюбленных на протяжении XVIII и XIX веков. Считается, что именно отец Мухаммада Шафи сделал этот жанр популярным в исфаханской живописи XVII века.

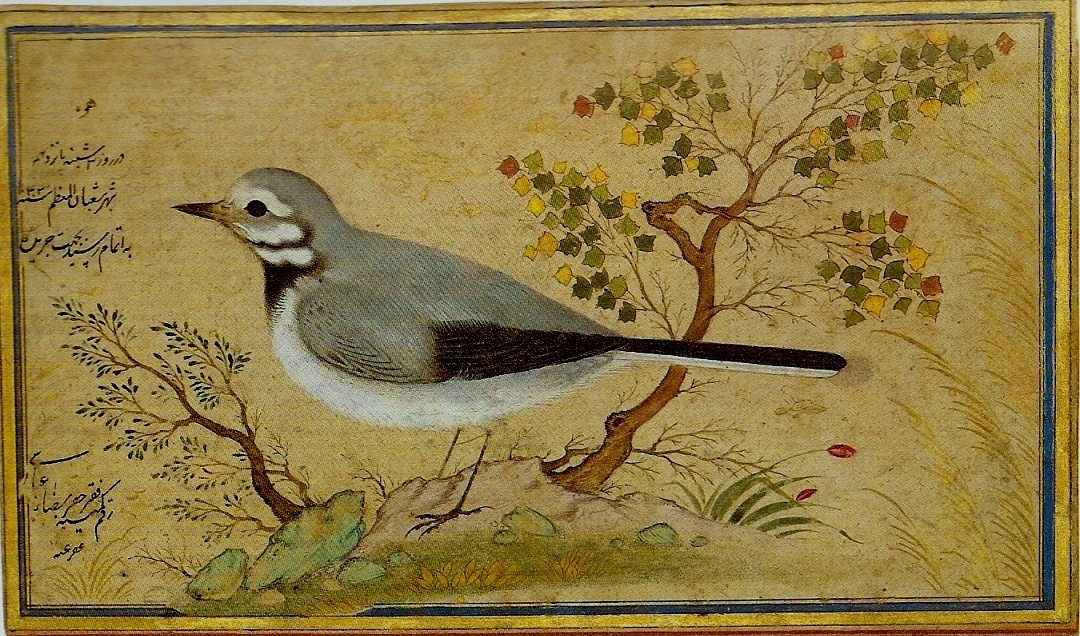
Риза-йи-Аббаси. Птичка. 1634г. Музей Метрополитен, Нью-Йорк.

По всей вероятности Риза-йи-Аббаси ввел молодого художника в придворные круги, и впоследствии, во время правления шаха Аббаса II, Мухаммад Шафи привлекался для самых разных проектов. Например, ему приписывается большой рисунок «Юсуф, представший перед Зулейхой», который, скорее всего, был предварительным наброском для росписи стены в шахском дворце, возможно в Чихиль Сутун, построенном шахом Аббасом II в 1647 году. 
Мухаммаду Шафи принадлежат еще несколько произведений, в которых главными персонажами выступают люди, например, «Юноша, рисующий цветок» (1635г. Галерея Фрир, Вашингтон; предполагается, что это автопортрет художника), или рисунок с изображением пожилого человека, которого идентифицируют, как его отца Ризу-йи-Аббаси (Музей искусств округа Лос-Анджелес). Тем не менее, подавляющая часть его произведений - это рисунки или миниатюры на отдельных листах с изображением различных растений, насекомых и птиц. 

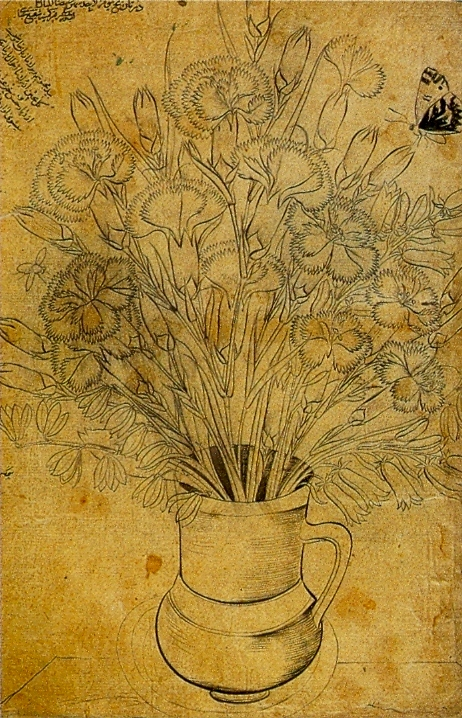
Мухаммад Шафи. Цветы в кувшине. 1672г. Британский музей, Лондон.

В произведениях Мухаммада Шафи отчетливо прослеживается связь с европейским искусством. Это касается не только доказанных исследователями заимствований им растительных мотивов из европейских атласов цветов и растений, но и манеры, в которой художник стал изображать свои сюжеты. Например, в рисунке «Цветы в кувшине» (1672г., Британский музей) видна светотеневая моделировка, что нетипично для персидской живописи. Исследователи предполагают, что в данном случае художник скопировал какую-то европейскую гравюру; дополнительным доказательством этого может служить кувшин, в котором стоят цветы - он европейского, а не персидского типа. В контурах цветов и кувшина есть множество дырок от иголок. Это делалось в тех случаях, когда рисунок служил трафаретом. Вполне вероятно, что этот трафарет использовался для нанесения рисунка на ткани, а Мухаммад Шафи Аббаси кроме прочего работал дизайнером тканей. В этот период Ост-Индская Компания основала в Иране несколько текстильных предприятий, и ткани с рисунками, основанными на европейских прототипах, но с оттенком местного колорита, пользовались большим спросом в Европе.
В качестве типичного образца жанра «цветы-птицы», можно привести миниатюру этого мастера, хранящуюся в Музее искусств, Кливленд – «Птица на ветке и бабочки». В ней можно видеть великолепную композицию, и детальную, натуралистическую передачу всех особенностей бабочек, цветов и птицы. Несмотря на то, что миниатюры Мухаммада Шафи благодаря плоскому пространству и методу использования красок выглядят типичными произведениями персидской живописи – они, как правило, основаны на европейских прототипах.